# Liga de Campeones LEN de waterpolo masculino 2020-21
La Liga de Campeones LEN de waterpolo masculino 2020-21 es la 58.ª edición de la competición principal de Liga Europea de Natación para clubes masculinos de waterpolo.

## Equipos
| Jug CO Dubrovnik  | Olympiacos             |
| CN Marseille      | FTC Telekom            |
| Dinamo Tbilisi    | Pro Recco              |
| Spandau 04        | Jadran Herceg Novi     |
| Waspo 98 Hannover | Zodiac CNA Barceloneta |

| Jadran Split   | Ortigia Siracusa    |
| Mladost Zagreb | Primorac Kotor      |
| Pays d’Aix     | Oradea              |
| Tourcoing      | Steaua Bucharest    |
| Vouliagmeni    | Sintez Kazan        |
| Ydraikos       | Radnički Kragujevac |
| OSC Budapest   | CN Barcelona        |
| Szolnok        | CN Terrassa         |
| AN Brescia     | Enka Istanbul       |

## Calendario
El calendario de la competición es el siguiente.
| Fase            | Jornada         | Fechas                     |
| --------------- | --------------- | -------------------------- |
| Fase preliminar | Fase preliminar | 11–15 de noviembre de 2020 |
| Fase de grupos  | Jornada 1       | 14–18 de diciembre de 2020 |
| Fase de grupos  | Jornada 2       | 1–5 de marzo de 2021       |
| Fase de grupos  | Jornada 3       | 19–23 de abril de 2021     |
| Final a 8       | Final a 8       | 3–5 de junio de 2021       |

## Fase preliminar
La ronda de clasificación está programada del 11 al 15 de noviembre de 2020.

### Grupo A

#### A1
|                                                                                                   | Equipo           | J | G | E | P | GF | GC | DG  | Puntos |
| ------------------------------------------------------------------------------------------------- | ---------------- | - | - | - | - | -- | -- | --- | ------ |
| 1                                                                                                 | Ortigia Siracusa | 4 | 3 | 1 | 0 | 33 | 21 | 12  | 10     |
| 2                                                                                                 | CN Barcelona     | 4 | 2 | 1 | 1 | 34 | 20 | 14  | 7      |
| 3                                                                                                 | Jadran Split     | 4 | 2 | 1 | 1 | 45 | 42 | 3   | 7      |
| 4                                                                                                 | Primorac Kotor   | 4 | 1 | 1 | 2 | 33 | 44 | -11 | 4      |
| 5                                                                                                 | Steaua Bucharest | 4 | 0 | 0 | 4 | 27 | 45 | -18 | 0      |
| Fuente: Liga de Campeones LEN de waterpolo masculino 2020-21 - Grupo A1; actualización automática |                  |   |   |   |   |    |    |     |        |

#### A2
|                                                                                                   | Equipo         | J | G | E | P | GF | GC | DG  | Puntos |
| ------------------------------------------------------------------------------------------------- | -------------- | - | - | - | - | -- | -- | --- | ------ |
| 1                                                                                                 | Mladost Zagreb | 3 | 2 | 1 | 0 | 44 | 31 | 13  | 7      |
| 2                                                                                                 | Szolnok        | 3 | 2 | 1 | 0 | 39 | 27 | 12  | 7      |
| 3                                                                                                 | Pays d’Aix     | 3 | 1 | 0 | 2 | 32 | 27 | 5   | 3      |
| 4                                                                                                 | Ydraikos       | 3 | 0 | 0 | 3 | 0  | 30 | -30 | 0      |
| Fuente: Liga de Campeones LEN de waterpolo masculino 2020-21 - Grupo A2; actualización automática |                |   |   |   |   |    |    |     |        |

#### Final
| Equipo 1         | Resultado | Equipo 2       |
| ---------------- | --------- | -------------- |
| Ortigia Siracusa | 9–8       | Mladost Zagreb |

### Grupo B

#### B1
|                                                                                                   | Equipo              | J | G | E | P | GF | GC | DG  | Puntos |
| ------------------------------------------------------------------------------------------------- | ------------------- | - | - | - | - | -- | -- | --- | ------ |
| 1                                                                                                 | Radnički Kragujevac | 4 | 2 | 2 | 0 | 45 | 38 | 7   | 8      |
| 2                                                                                                 | OSC Budapest        | 4 | 2 | 1 | 1 | 48 | 45 | 3   | 7      |
| 3                                                                                                 | Sintez Kazan        | 4 | 2 | 0 | 2 | 54 | 47 | 7   | 6      |
| 4                                                                                                 | CN Terrassa         | 4 | 1 | 1 | 2 | 45 | 56 | -11 | 4      |
| 5                                                                                                 | Tourcoing           | 4 | 0 | 2 | 2 | 36 | 42 | -6  | 2      |
| Fuente: Liga de Campeones LEN de waterpolo masculino 2020-21 - Grupo B1; actualización automática |                     |   |   |   |   |    |    |     |        |

#### B2
|                                                                                                   | Equipo        | J | G | E | P | GF | GC | DG  | Puntos |
| ------------------------------------------------------------------------------------------------- | ------------- | - | - | - | - | -- | -- | --- | ------ |
| 1                                                                                                 | AN Brescia    | 3 | 3 | 0 | 0 | 38 | 7  | 31  | 9      |
| 2                                                                                                 | Vouliagmeni   | 3 | 2 | 0 | 1 | 32 | 19 | 13  | 6      |
| 3                                                                                                 | Oradea        | 3 | 1 | 0 | 2 | 20 | 34 | -14 | 3      |
| 4                                                                                                 | Enka Istanbul | 3 | 0 | 0 | 3 | 0  | 30 | -30 | 0      |
| Fuente: Liga de Campeones LEN de waterpolo masculino 2020-21 - Grupo B2; actualización automática |               |   |   |   |   |    |    |     |        |

#### Final
| Equipo 1            | Resultado | Equipo 2   |
| ------------------- | --------- | ---------- |
| Radnički Kragujevac | 9–13      | AN Brescia |

## Fase de grupos
LEN decidió jugar los 10 días de partido de la ronda preliminar de la LEN Champions League 2020-21 en formato de burbuja en tres rondas, utilizando dos sedes en cada ocasión. Los diez días de partido se jugarán en tres rondas en dos sedes cada vez. Los equipos del mismo grupo disputarán tres días de partido, uno por cuatro, donde los participantes estarán aislados durante toda la duración del evento debido a la pandemia COVID-19.
El sorteo de la fase de grupos tuvo lugar en Roma el 19 de octubre de 2020.

### Grupo B
|                                                                                                  | Equipo                 | J | G | E | P | GF | GC | DG  | Puntos |
| ------------------------------------------------------------------------------------------------ | ---------------------- | - | - | - | - | -- | -- | --- | ------ |
| 1                                                                                                | Zodiac CNA Barceloneta | 7 | 6 | 0 | 1 | 89 | 53 | 36  | 18     |
| 2                                                                                                | AN Brescia             | 7 | 6 | 0 | 1 | 84 | 53 | 31  | 18     |
| 3                                                                                                | FTC Telekom            | 7 | 5 | 0 | 2 | 77 | 46 | 31  | 15     |
| 4                                                                                                | Waspo 98 Hannover      | 7 | 2 | 0 | 5 | 63 | 85 | -22 | 6      |
| 5                                                                                                | Jadran Herceg Novi     | 7 | 1 | 0 | 6 | 46 | 77 | -31 | 3      |
| 6                                                                                                | Dinamo Tbilisi         | 7 | 1 | 0 | 6 | 44 | 89 | -45 | 3      |
| Fuente: Liga de Campeones LEN de waterpolo masculino 2020-21 - Grupo B; actualización automática |                        |   |   |   |   |    |    |     |        |